# Neastacilla estadoensis
Neastacilla estadoensis is een pissebed uit de familie Arcturidae. De wetenschappelijke naam van de soort is voor het eerst geldig gepubliceerd in 1981 door Schultz.